# Cantone di Hautmont
Il Cantone di Hautmont era una divisione amministrativa dell'arrondissement di Avesnes-sur-Helpe.
È stato soppresso a seguito della riforma complessiva dei cantoni del 2014, che è entrata in vigore con le elezioni dipartimentali del 2015.
Comprendeva i comuni di:
- Beaufort
- Boussières-sur-Sambre
- Éclaibes
- Hautmont
- Limont-Fontaine
- Neuf-Mesnil
- Saint-Remy-du-Nord